# Ernst Löwenstein (Mediziner)
Ernst Löwenstein (geboren 24. Januar 1878 in Karlsbad; gestorben 28. August 1950 in Berkeley) war ein österreichisch-amerikanischer Mediziner und Hochschullehrer.

## Leben
Löwenstein legte das Abitur am Gymnasium in Kaaden ab. Anschließend studierte er Medizin an der Deutschen Universität Prag, wo er 1902 promoviert wurde. Seit dem Wintersemester 1896/97 war er Mitglied der paritätischen Burschenschaft Alemannia Prag im Burschenbunds-Convent. Er arbeitete an verschiedenen Lungenheilstätten, bevor er 1902 Vorstand des Bakteriologischen Laboratoriums der Lungenheilstätten Beelitz bei Berlin wurde. Von 1910 bis 1925 war er dann Assistent am Staatlichen Serotherapeutischen Institut in Wien. 1914/15 wurde er in Wien habilitiert. Im Ersten Weltkrieg arbeitete er in einem Feldlaboratorium in Wien. Von 1920 bis 1938 war er außerordentlicher Professor an der Universität Wien. 1925 wurde er Leiter der Tuberkuloseabteilung am Staatlichen Serotherapeutischen Institut in Wien. 
Aufgrund seiner jüdischen Herkunft wurde Löwenstein 1938 entlassen und ihm wurde die venia legenda entzogen. Er emigrierte über Großbritannien in die USA, wo er für die Hooper Research Foundation an der University of California, San Francisco tätig war. 

## Veröffentlichungen (Auswahl)
- Handbuch der gesamten Tuberkulose-Therapie, 2 Bde., Urban & Schwarzenberg, Berlin 1923.
- Vorlesungen über Bakteriologie, Immunität, spezifische Diagnostik und Therapie der Tuberkulose: für Aerzte und Tierärzte. Gustav Fischer, Jena 1920.